# In punta di lingua
In punta di lingua è un libro di Cesare Marchi pubblicato postumo nel 1992. Come sottotitolo ha Divagazioni curiosità aneddoti sull'italiano scritto e parlato.
La prefazione del libro è curata dal suo amico Giulio Nascimbeni. Come è precisato nel sottotitolo del libro qui si parla di origine delle parole, storpiature, errori, sbagli di accento, neologismi ecc. con il suo stile semplice e diretto. Trattasi di un piccolo dizionario, non completo, della lingua italiana, divertente e con tante curiosità sulle parole, sui modi di dire, su luoghi ecc.
È diviso in quattro sezioni:
- Lingua e stile, con un po' di retorica
- Società, economia e politica
- I personaggi, i luoghi, la storia
- Finalino comico

Per ogni sezione il Marchi espone tanti esempi divertenti e pieni di spirito.

## Edizioni
- Cesare Marchi, In punta di lingua, Rizzoli, 1992,  p. 285.